# Австрійська теорія економічних циклів
Австрійська теорія економічних циклів  (англ. Austrian business cycle theory (ABCT)) — теорія, що пояснює економічні цикли згідно поглядів економістів Австрійської школи. Відповідно до теорії, економічні цикли є безпосереднім наслідком неефективних та деструктивних політик центрального банку, які призводять до тривалого заниження відсоткових ставок, що сприяє видачі у надмірних обсягах кредитів, виникненню спекулятивних економічних бульбашок, та зменшенню заощаджень.
Основи австрійської теорії економічних циклів було закладено у роботі Людвіга фон Мізеса «Теорія грошей і кредиту» (1912 р.).

## Основні принципи

Показники діяльності центрального банку України: Облікова ставка НБУ та зміни індексу споживчих цін по відношенню до грудня попереднього року.

Спочатку, шляхом видачі кредитів збільшується пропозиція грошей; підприємці схиляються до хибних інвестицій—надміру інвестуючи у виробничі процеси вищого рівня та більшою тривалістю. Згодом, ціни та доходи від початкових факторів зростають і зростає споживання, та підприємці усвідомлюють що інвестиції у виробництва вищого рівня були марними та неприбутковими. Перший етап називається «бумом» (піднесенням, зростанням); другий етап — виявлення збиткових інвестицій — є «кризою» (спадом). Депресія є наступним етапом, протягом якого збиткові підприємства банкрутують, а фактори мають швидко повернутись у виробництво нижчих рівнів. Ліквідація нездорових підприємств, «вільних потужностей» хибно створеного підприємства, та незапланований простій оригінальних факторів виробництва мають швидко та масово переключитись на нижчі рівні виробництва — що і становить зміст етапу депресії.

## Можливі наслідки
Етап депресії приходить після етапу піднесення. Під час піднесення відбувається інфляція, в основному, за рахунок кредитів. Під час кризи, банки вимушені посилювати вимоги для отримання кредитів, що призводить до зменшення обсягів кредитування. Іншими словами, зменшення обсягів кредитування спричиняє зменшення грошової маси, тобто, викликає дефляцію.
Іншим можливим наслідком є зростання попиту на гроші через:
1. очікування падіння цін через кризу та зменшення попиту; люди будуть заощаджувати гроші з метою більших покупок у майбутньому;
2. боржники будуть сплачувати борги, скеровуючи витрати на погашення кредитів;
3. нестабільність на ринках змушує інвесторів відкладати проекти.

Разом уповільненням росту грошової маси та збільшенням попиту на гроші, ціни падають.

## Історія

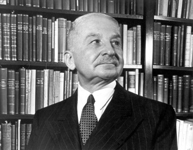
Людвіг фон Мізес (1881–1973)

Основи цієї теорії з’явилися на останніх сторінках «Теорії грошей та кредиту» Людвіга фон Мізеса (1912). Цей ранній розвиток австрійської теорії ділового циклу був прямим проявом неприйняття Мізесом принципу нейтральності грошей і виявився майже випадковим побічним продуктом його дослідження теорії банківської справи. Девід Лейдлер (David Laidler) у главі про теорію зауважив, що витоки лежать в ідеях Кнута Вікселя.

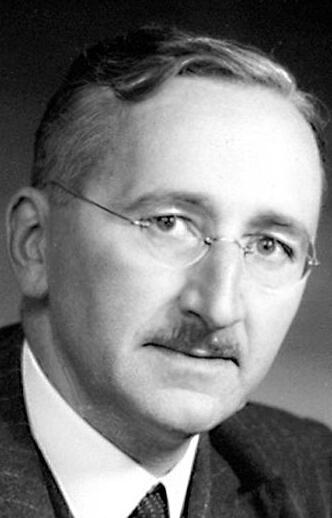
Фрідріх Гаєк (1899–1992)

Презентація теорії Нобелівського лауреата Хайєка в 1930-х роках була розкритикована багатьма економістами, включаючи Джона Мейнарда Кейнса, П'єро Сраффу та Ніколаса Калдора. У 1932 р. П'єро Сраффа стверджував, що теорія Гаєка не пояснює, чому «вимушені заощадження», викликані інфляцією, породжуватимуть інвестиції в капітал, які за своєю суттю були менш стійкими, ніж ті, що були викликані добровільними заощадженнями [20]. Сраффа також стверджував, що теорія Гаєка не змогла визначити єдину «природну» процентну ставку, яка могла б запобігти періоду зростання, що призвів би до кризи. Серед інших, хто критично відреагував на роботу Гаєка щодо ділового циклу, були Джон Гікс, Френк Найт та Гуннар Мюрдаль. [21] У відповідь на ці заперечення Гайєк переформулював свою теорію.

Австрійський економіст Роджер Гаррісон пояснює витоки теорії:
Грунтуючись на економічній теорії, викладеній в «Принципах економічної науки» Карла Менгера та побудованій на баченні виробничого процесу, що використовує капітал, розробленому в книзі Ойґена фон Бема-Баверка «Капітал і процент», австрійська теорія ділового циклу залишається досить чіткою, щоб виправдати свою національну ідентифікацію. Але навіть у своєму найпершому виданні в «Теорії грошей та кредиту» Мізеса, а також у подальшому викладі та продовженні в «Цінах і виробництві» Ф. А. Гаєка, теорія включала важливі елементи шведської та британської економіки. Проценти та ціни Кнута Вікселя, які показали, як ціни реагують на невідповідність між банківською ставкою та реальною процентною ставкою, дали основу для австрійського висновку про неправильний розподіл капіталу під час буму. Ринковий процес, який в кінцевому підсумку виявляє міжчасовий неправильний розподіл і перетворює бум на перепад, нагадує аналогічний процес, описаний Британською валютною школою, у якому міжнародні неправильні розподіли, спричинені експансією кредитів, згодом усуваються внаслідок змін умов торгівлі, а отже, і конкретного потоку.
Людвіг фон Мізес і Фрідріх Гайєк були двома з небагатьох економістів, які попереджали про велику економічну кризу до великої катастрофи 1929 р. У лютому 1929 р. Гаєк попередив, що майбутня фінансова криза є неминучим наслідком необдуманої монетарної експансії.
Економіст австрійської школи Пітер Бьотке стверджує, що в даний час Федеральний резерв допускає помилку, не допускаючи зниження споживчих цін. За його словами, політика ФРС щодо зниження процентних ставок до рівня нижчого за ринковий, коли на початку 2000-х років існувала ймовірність дефляції, разом із державною політикою субсидування власності на житло призвели до небажаної інфляції активів. Фінансові установи залучили кредит для збільшення своєї прибутковості в умовах нижчих ринкових процентних ставок. Далі Бьотке стверджує, що державне регулювання через агентства з кредитного рейтингу дозволило фінансовим установам діяти безвідповідально та інвестувати в цінні папери, які діяли б лише за умови зростання цін на ринку житла. Однак, коли процентні ставки повернулися до рівня ринку, ціни на ринку житла почали падати, і незабаром настала фінансова криза. Бьотке приписує неспроможність політикам, які вважали, що вони володіють необхідними знаннями для позитивного втручання в економіку. Підхід Австрійської школи полягає в тому, що спроби уряду впливати на ринки продовжують процес необхідного пристосування та перерозподілу ресурсів для більш продуктивного використання. З цієї точки зору, фінансова допомога служить лише для розподілу багатства між тими, хто має перший доступ до неї, тоді як довгострокові витрати несе більшість неінформованої громадськості.
Економіст Стів Х. Ханке визначає світові фінансові кризи 2007–2010 років як прямий результат політики процентних ставок Федерального резервного банку, як передбачає австрійська теорія ділового циклу. Фінансовий аналітик Джері Темпельман також стверджував, що прогностична та пояснювальна сила Австрійської теорії економічних циклів щодо світової фінансової кризи підтвердила її статус і, можливо, поставила під сумнів корисність загальноприйнятих (мейнстрімних) теорій та критики.